# Mangrol
Mangrol è una suddivisione dell'India, classificata come municipality, di 55.094 abitanti, situata nel distretto di Junagadh, nello stato federato del Gujarat. In base al numero di abitanti la città rientra nella classe II (da 50.000 a 99.999 persone).

## Geografia fisica
La città è situata a 21° 7' 0 N e 70° 7' 0 E e ha un'altitudine di 17 m s.l.m..

## Società

### Evoluzione demografica
Al censimento del 2001 la popolazione di Mangrol assommava a 55.094 persone, delle quali 28.159 maschi e 26.935 femmine. I bambini di età inferiore o uguale ai sei anni assommavano a 8.941, dei quali 4.567 maschi e 4.374 femmine. Infine, coloro che erano in grado di saper almeno leggere e scrivere erano 32.164, dei quali 19.351 maschi e 12.813 femmine.